# بنة الثانية (سلطان أباد)
بنة الثانية (بالفارسية: بقعه دو) هي منطقة سكنية تقع في إيران في قسم سلطان أباد الريفي. يقدر عدد سكانها بـ 117 نسمة بحسب إحصاء 2016.